# Conjecture de Seifert
En mathématiques, la conjecture de Seifert, aujourd'hui réfutée, était que tout champ de vecteurs continu non singulier sur la 3-sphère a au moins une orbite périodique.

## Histoire
Dans un article publié en 1950, Herbert Seifert, démontrant que tout champ de vecteurs suffisamment proche de la fibration de Hopf possède au moins une orbite périodique, remarquait incidemment qu'on ne savait pas s'il en est de même pour tout champ de vecteurs continu sur la 3-sphère. Ce n'est que par la suite que la non-existence d'un contre-exemple fut appelée « la conjecture de Seifert ».
En 1974, Paul Schweitzer construisit un contre-exemple C1. En 1988, Jenny Harrison le modifia en un contre exemple C3 – ε. En 1993, Krystyna Kuperberg construisit un contre-exemple C∞. Des versions ultérieures de sa construction fournirent des contre-exemples préservant le volume, ou analytiques ou linéaires par morceaux,, ou encore associés à un champ de vecteurs hamiltonien.